# 2013 en Papouasie-Nouvelle-Guinée
Cet article présente les faits marquants de l'année 2013 en Papouasie-Nouvelle-Guinée.

## Évènements
- 16 janvier : décès de Sir Barry Holloway (né en 1934), homme politique, premier président du Parlement national[1].

- 6 février : À Mount Hagen, une femme de vingt ans est torturée puis brulée vive en public ; ses agresseurs l'accusent d'être une sorcière et d'avoir provoqué, par sa magie, la mort d'un enfant. La police rapporte que des centaines de personnes assistent à la scène sans chercher à secourir la victime, et qu'ils tentent d'empêcher l'intervention de la police[2]. Le Post-Courier, dans un éditorial, rappelle la « fréquence de tels actes barbares », et appelle les autorités à prendre leurs responsabilités[3].

- mars : Une expédition britannique annonce la découverte de plus de 80 nouvelles espèces animales et végétales, jusque lors inconnues du monde extérieur, dans une région reculée du pays[4].

- 1er avril : Les dernières troupes papou-néo-guinéennes, présentes depuis dix ans aux îles Salomon dans le cadre de l'opération RAMSI, quittent le pays[5].

- 28 mai : Le Parlement de Papouasie-Nouvelle-Guinée vote la mise en application concrète de la peine de mort pour les crimes les plus graves. Jusque lors, la peine de mort était prévue en principe, mais n'avait pas été appliquée depuis l'ère coloniale. La décision fait suite à une recrudescence de crimes violents, dont des viols collectifs et des meurtres particulièrement brutaux de femmes soupçonnées de sorcellerie[6]. Dans le même temps, la loi Sorcery Act remontant à l'ère coloniale (1971) est abrogée ; le meurtre d'un présumé 'sorcier' ne sera dorénavant plus traité avec davantage de clémence que le meurtre de toute autre personne[7].

- 21 août : Wera Mori, député et vice-ministre des Mines, est arrêté et inculpé, accusé d'avoir détourné des millions de kina destinés à des travaux sur la Route des Hautes-Terres[8].

- 22 août : Décès de Peter Waieng, ancien ministre de la Défense, tué « lors d'une violente attaque près de Port Moresby »[9].

- 30 août (au plus tard) : Décès de Steven Tari (en) (né en 1971), ancien chef de secte papou-néo-guinéen, surnommé le « Jésus noir ». Condamné à 20 ans de prison pour quatre viols sur mineures, il s'était évadé de prison en mars 2013, et est tué par des villageois fin août[10].